# Geschichte des Schwalm-Eder-Kreises
Die Geschichte des Schwalm-Eder-Kreis beschreibt die historische Entwicklung auf dem Gebiet des nordhessischen Schwalm-Eder-Kreises.

## Vorgeschichte
Wie archäologische Funde bei Arnsbach, Züschen (Steinkammergrab von Züschen) und Rhünda (Schädel von Rhünda) belegen, war der Raum des heutigen Schwalm-Eder-Kreises bereits während der Jungsteinzeit besiedelt.
Aus der mittleren Bronzezeit (1700 bis 1200 v. Chr.) gibt es ein Hügelgrab bei Wiera, das durch seine Steinpfeilerkreise eine besondere kulturhistorische Bedeutung innehat.
In der Zeit um 250 v. Chr. bis 450 n. Chr. war das Feld der Wippchensteine zwischen Willingshausen und Schrecksbach eine bedeutende Kultstätte.
Zur Römerzeit lebten im Gebiet des Schwalm-Eder-Kreises die Chatten, die als Vorfahren der Hessen gelten. Ein wichtiges Thingfeld der Chatten lag auf der Mader Heide mit dem Wotanstein in der Nähe von Gudensberg. Während der Völkerwanderung zogen andere Stämme am Gebiet der westhessischen Senke vorbei, da das Schwalm-Eder-Gebiet von den wehrhaften Chatten verteidigt wurde. Die Geschicke der Chatten wurden nur unwesentlich durch die Völkerwanderung beeinflusst.

## Fränkischer Hessengau
Seit circa 719 gehörte das Gebiet zur fränkischen Gaugrafschaft Hessengau, dem „Pagus Hassorum“ des fränkischen Austrasien (Ostfrankenreich). Zu dieser Zeit taucht erstmals die Schreibweise „Hassen“ bzw. „Hessen“ als Bezeichnung der im alten Chattengau lebenden Menschen auf, dessen Zentrum im Bereich der unteren Eder lag. Hier befanden sich wichtige Siedlungs- und Kultplätze wie der Wodansberg bei Gudensberg und die Donareiche bei der alten chattischen Festung auf dem Büraberg nahe Frideslar.
Nachdem Bonifatius im Jahre 723 die Donareiche bei Geismar fällte, wurden von dem 724 in Fritzlar gegründeten Benediktinerstift und dem 742 geschaffenen Bistum Büraberg bei Fritzlar aus die Missionierung der Sachsen und ihre Unterwerfung unter fränkische Oberhoheit intensiviert. Lullus stufte das Bistum Büraberg 747 zu einem Chorbistum herab und hob es 786 auf. Die Stadt Fritzlar wurde Zentrum des Hessengaus und später der mainzischen Hegemonialbestrebungen in Niederhessen.
Nördlich grenzte das Hessengau an das sächsische Gebiet. Die Grenzlage zwischen chattisch-fränkischem und sächsischem Siedlungsgebiet sorgte jahrzehntelang für bewaffnete Auseinandersetzungen.
Bis zum 9. Jahrhundert verwalteten die fränkischen Gaugrafen der Esikonen und anschließend die Konradiner die Gaugrafschaft. Mit Werner I., der 1027 von Konrad II. mit der Grafschaft Maden belehnt wurde, begann die Zeit des Grafengeschlechts der Werner, das im 11. und 12. Jahrhundert den mittleren und nördlichen Teil des Hessengaus verwaltete. Hauptort der Grafschaft war Gudensberg mit der Obernburg unweit des Thingplatzes auf der Mader Heide. Auf Werner IV. folgten ab 1121 für kurze Zeit die Gisonen mit Giso IV. und Giso V. Nach deren Aussterben im Jahre 1137 fiel das Gebiet durch Erbschaft an die thüringischen Ludowinger.
Zwischen 1066 und 1079 erwarb das Erzbistum Mainz durch Schenkungen Kaiser Heinrichs IV. aus königlichem bzw. Reichsbesitz Stift und Stadt Fritzlar und suchte von dort aus seinen Einfluss in Niederhessen zu erweitern. Zwischen 1115 und 1118 trugen sowohl Werner IV. als auch Giso IV. alle in ihrem Besitz befindlichen Reichsgüter in Ober- und Niederhessen dem Erzbischof Adalbert von Mainz als Lehen auf. Dies führte zu einem langen Streit zwischen Mainz und den Landgrafen von Thüringen bzw. Hessen. Ein Höhepunkt dieser Auseinandersetzungen war die Totalzerstörung Fritzlars im September 1234 durch Konrad von Thüringen.
Im südlichen Teil des Hessengaus entstand ab 1144 die Grafschaft Ziegenhain, die bis zum Ableben des letzten Grafen, Johanns II., im Jahre 1450 bestand und nach einem längeren Erbfolgestreit 1495 an Hessen fiel.

## Erzbistum Mainz und Landgrafschaft Hessen
Das Erzstift Mainz besaß auf dem Gebiet des heutigen Schwalm-Eder-Kreises ausgedehnte Besitzungen und Rechte. Außer dem stark befestigten Hauptort Fritzlar, wo ein mainzisches Archidiakonat bestand, zählten dazu die Burg Jesberg (errichtet von den Herren von Linsingen, von ihnen an das Erzbistum Mainz verkauft und als Lehen von diesem zurückerhalten), und die Burg Heiligenburg bei Gensungen.
Mit der Entstehung der Landgrafschaft Hessen als Folge des thüringisch-hessischen Erbfolgekrieges (1247–1264) und der Erhebung Heinrichs I. zum Reichsfürsten im Jahre 1291 spitzte sich der Wettbewerb zwischen Mainz und der neuen Landgrafschaft zu. Er gipfelte wiederholt in blutigen Fehden zwischen den Lehnsträgern und Amtmännern und auch zwischen den beiden Hauptakteuren selbst. Erst im Jahre 1427 gelang es den Landgrafen, mit ihrem Sieg in der Schlacht auf der Großenengliser Platte bei Fritzlar im Mainzisch-Hessischen Krieg ihre Vormachtstellung in Niederhessen zu sichern und den Einfluss von Mainz auf wenige Enklaven wie Fritzlar, Amöneburg und Naumburg zurückzudrängen.
Zur Verwaltung der landgräflichen Besitzungen und Gerichte wurden Ämter gebildet, die für die Gebiete innerhalb der Landgrafschaft Hessen zuständig waren. Im heutigen Schwalm-Eder-Kreis waren dies die Ämter Borken, Breitenau, Felsberg, Gudensberg, Homberg, Jesberg, Melsungen, Neukirchen, Spangenberg, Treysa, Raboldshausen und Ziegenhain. Die drei Letztgenannten waren bis 1450 die selbstständige Grafschaft Ziegenhain.
Auf Initiative von Landgraf Philipp I. fand 1526 in der Stadtkirche St. Marien in Homberg (Efze) die Homberger Synode statt, auf der die Religionszugehörigkeit Hessens diskutiert wurde. In der Folge wurde die Reformation in der Landgrafschaft Hessen und damit auch auf dem Gebiet des heutigen Schwalm-Eder-Kreises eingeführt. Das mainzische Fritzlar blieb katholisch und ist bis heute ein Zentrum des Katholizismus im vorwiegend protestantisch geprägten Nordhessen. Allerdings nahm im 20. Jahrhundert, bedingt durch Zuzüge aus dem Umland und der Aufnahme von Heimatvertriebenen, die Zahl der evangelischen Bewohner Fritzlars stark zu.
Nach Philipps Tod 1567 wurde die Landgrafschaft zwischen seinen vier Söhnen aufgeteilt (Hessen-Kassel, Hessen-Marburg, Hessen-Rheinfels und Hessen-Darmstadt). Die Landgrafschaften Hessen-Marburg und Hessen-Rheinfels fielen nach dem Aussterben der regierenden Häuser an die Landgrafschaften Hessen-Kassel und Hessen-Darmstadt.

## Hessen-Kassel
Die Enklave Fritzlar mit den Dörfern Ungedanken und Rothhelmshausen blieb weiterhin eine kurmainzische Besitzung und wurde vom mainzischen Amt Fritzlar verwaltet. Sie kam erst nach dem Reichsdeputationshauptschluss 1803 als Teil des aus ehemals mainzischem Streubesitz gebildeten Nominalfürstentums Fritzlar an die Landgrafschaft Hessen-Kassel. Zum Fürstentum Fritzlar, für das der Landgraf eine zusätzliche Virilstimme im Reichstag erhielt, gehörten außerdem Amöneburg, Neustadt (Hessen) und Naumburg (Hessen).

## Königreich Westphalen
In der Zeit des kurzlebigen Königreichs Westphalen von Napoleon Gnaden (1807–1813) fiel das Gebiet des heutigen Schwalm-Eder-Kreises in zwei verschiedene Departements des Königreichs. Der nördliche Bereich gehörte zum Departement der Fulda (Präfektur Kassel) mit den Kantonen Felsberg, Fritzlar, Gensungen, Gudensberg, Körle, Guxhagen, Melsungen, Niedenstein und Wabern. Den südlichen Teil verwaltete das Departement der Werra (Präfektur Marburg) in den Distrikten Marburg mit den Kantonen Jesberg und Treysa und dem Distrikt Hersfeld mit den Kantonen Borken, Homberg, Frielendorf, Ziegenhain, Neukirchen, Schwarzenborn, Oberaula, Niederaula.

## Kurfürstentum Hessen-Kassel
Mit der Umsetzung des Organisationsedikts vom 29. Juni 1821 in Hessen-Kassel wurden vier Provinzen gebildet: Niederhessen, Oberhessen, Fulda und Hanau. Auf dem Gebiet des heutigen Schwalm-Eder-Kreises bestanden ab 1821 die Landkreise Fritzlar, Homberg und Melsungen (alle in Niederhessen) und Ziegenhain (in Oberhessen). Kern der Reform war die Trennung von Verwaltung und Rechtsprechung. Die alten Ämter wurden daher aufgelöst, die Kreise übernahmen die Verwaltungsaufgaben und für die Rechtsprechung wurden Justizämter eingerichtet.
- Im Kreis Fritzlar (Kreisstadt Fritzlar) waren dies die Justizämter Gudensberg, Fritzlar und Jesberg.
- Der Kreis Homberg (Kreisstadt Homberg) bestand aus den Justizämtern Borken, Homberg und Raboldshausen.
- Im Kreis Melsungen (Kreisstadt Melsungen) waren es die Justizämter Felsberg, Melsungen und Spangenberg.
- Im Kreis Ziegenhain (Kreisstadt Ziegenhain) waren es die Justizämter Neukirchen, Treysa und Ziegenhain.

## Deutsche Revolution 1848/49
Auch das Kurfürstentum Hessen-Kassel blieb von den Auswirkungen der Märzrevolution 1848 nicht „verschont.“
Am 31. Oktober 1848 wurden die kurhessischen Provinzen und Kreise abgeschafft. An ihre Stelle traten neun Bezirke und 21 Verwaltungsämter auf der Grundlage der mittlerweile nur noch 21 Kreise. Dabei wurden die drei vormaligen Kreise und nunmehrigen Verwaltungsämter Fritzlar, Homberg und Ziegenhain zum Bezirk Fritzlar zusammengelegt.
Zum 15. September 1851 wurde diese Reform rückgängig gemacht und die Verwaltungsgliederung von 1821 wiederhergestellt.

## Preußen
Nach dem Deutschen Krieg von 1866 annektierte Preußen das Kurfürstentum Hessen-Kassel und das Herzogtum Nassau und fasste beide zur Provinz Hessen-Nassau zusammen. Die Provinz wurde in die zwei Regierungsbezirke Kurhessen (Sitz Kassel) und Nassau (Sitz Wiesbaden) eingeteilt. Die Gebiete der bestehenden Kreise wurden nach der Annexion nicht verändert. 1867 wurden kleinere Korrekturen an den in Landkreise umbenannten Kreisen im Regierungsbezirk Nassau vorgenommen.
Im Zuge einer kleinen Verwaltungsreform 1932 in der Provinz Hessen-Nassau wurde aus den Kreisen Fritzlar und Homberg der Kreis Fritzlar-Homberg (1939 umbenannt in Landkreis Fritzlar-Homberg) mit der Kreisstadt Fritzlar gebildet, wobei Homberg weiterhin Sitz verschiedener Kreisbehörden (u. a. Finanzamt) blieb.

## Zeit des Nationalsozialismus
Das erste jüdische Todesopfer in Kurhessen forderten die Novemberpogrome 1938 in Felsberg.
Im nationalsozialistischen Deutschland gab es im heutigen Schwalm-Eder-Kreis u. a. das KZ Breitenau, das Frauenlager Elben und das Kriegsgefangenenlager Ziegenhain.
Im Borkener Braunkohlerevier wurden von der PreussenElektra zur Förderung der Braunkohle polnische Zwangsarbeiter eingesetzt.
Der Angriff auf die Edertalsperre und deren Zerstörung 1943 führte zu einer Flutwelle, die mit einer Höhe von sechs bis acht Metern ungehindert durch das Edertal (Fritzlar, Wabern, Felsberg) und das Fuldatal (Kassel) zum Weserstein (Hann. Münden) und ins Wesertal floss.

## 1945 bis heute
Nach dem Zweiten Weltkrieg wurden die bestehenden Kreise in der amerikanischen Besatzungszone beibehalten.
Am 19. September 1945 wurde das Land Groß-Hessen gegründet. Nach der Abstimmung über die Verfassung des Landes Hessen wurde daraus am 1. Dezember 1946 das Land Hessen, in dem die vorhandenen Kreise und Ämter ihren Zuschnitt behielten.
Die Kraftfahrzeugkennzeichen ab 1956 waren für den Landkreis Fritzlar-Homberg FZ, den Landkreis Melsungen MEG und den Landkreis Ziegenhain ZIG.

### Gebietsreform
Mit den Gebietsreformen von 1972 bis 1977 wurden die Zuschnitte der hessischen Landkreise und Gemeinden grundlegend geändert. Die Landkreise Fritzlar-Homberg, Melsungen und Ziegenhain wurden am 1. Januar 1974 zum Schwalm-Eder-Kreis zusammengelegt (neues Kfz-Kennzeichen HR). Wegen ihrer zentrale Lage wurde die Stadt Homberg Kreisstadt. Gleichzeitig wurden ehemals selbstständige Gemeinden und Städte zu größeren Gemeinde- und Stadtverbänden zusammengeschlossen.
Außerdem wurden dabei einige Orte in den neuen Großkreis eingegliedert bzw. aus ihm ausgegliedert:
- Die ehemals selbstständige Stadt Züschen kam aus dem ehemaligen Landkreis Waldeck als neuer Stadtteil von Fritzlar zum Schwalm-Eder-Kreis hinzu.
- Die Gemeinde Rengshausen mit den Ortsteilen Hausen, Lichtenhagen, Nausis und Nenterode aus dem ehemaligen Landkreis Rotenburg kam zum Schwalm-Eder-Kreis hinzu und gliederte sich in die Gemeinde Knüllwald ein.
- Die Dörfer Mühlbach, Raboldshausen, Saasen und Salzberg im Knüll wurden aus dem alten Landkreis Fritzlar-Homberg aus- und als Ortsteile der neu gegründeten Gemeinde Neuenstein in den neuen Landkreis Hersfeld-Rotenburg eingegliedert.
- Gemeinde Breitenbach am Herzberg mit den Dörfern Machtlos, Gehau, Hatterode und Oberjossa wurde aus dem alten Landkreis Ziegenhain in den Landkreis Hersfeld-Rotenburg eingegliedert.
- Das Dorf Mengsberg aus dem alten Landkreis Ziegenhain wurde in die Stadt Neustadt im Landkreis Marburg-Biedenkopf eingemeindet.